# Équipe d'Arabie saoudite de football à la Coupe d'Asie 1984
Cet article présente la campagne qualificative de l'Équipe d'Arabie saoudite de football pour la phase finale de la Coupe d'Asie des nations de football 1984, organisée à Singapour. Le sélectionneur, Khalil Ibrahim al-Zayani, en poste depuis le mois de mars 1984, remplit son objectif et qualifie les Faucons Verts pour le tournoi final alors que les Saoudiens font leurs premiers pas en éliminatoires de la Coupe d'Asie des nations.
C'est l'attaquant d'Al Nasr Riyad, Majed Abdullah, qui est le meilleur buteur saoudien de la phase finale avec deux buts, l'un inscrit lors du premier tour et le second marqué lors de la finale face à la Chine.
Pour leur première participation, l'Arabie saoudite atteint la finale de la compétition, après avoir fini en tête de sa poule du premier tour devant le Koweït puis battu l'Iran à l'issue de la séance de tirs au but. Elle remporte son premier trophée continental en s'imposant 2-0 contre la Chine, elle aussi néophyte à ce niveau de la compétition.

## Qualifications
Trente sélections asiatiques sont initialement inscrites dans les éliminatoires de la Coupe d'Asie. Deux d'entre elles se trouvent qualifiées d'office : le Koweït, tenant du titre et Singapour, qui est choisi pour accueillir la compétition par l'AFC, et qui voit donc sa sélection nationale automatiquement inscrite au tournoi finale.

### Premier tour
Un premier tirage au sort avec les 29 sélections inscrites permet de déterminer quatre groupes de qualification, composés de 7 ou 8 équipes. Cependant, plusieurs pays déclarent par la suite forfait et l'AFC est contrainte de remanier certains groupes pour les rééquilibrer. Ainsi, l'Inde et la Malaisie, à l'origine dans le groupe 2 avec l'Arabie saoudite, sont déplacées dans le groupe 3 qui a vu quatre équipes se désister entre le tirage au sort et le début des éliminatoires.
Les rencontres ont toutes eu lieu à Djeddah en Arabie saoudite, entre le 19 et le 28 octobre 1984, soit à peine six semaines avant le début de la phase finale. Les Faucons Verts affrontent les Émirats arabes unis, le Sri Lanka, le sultanat d'Oman et le Népal. Oman et le Népal font leurs débuts dans les éliminatoires de la Coupe d'Asie des nations.
Les deux premiers du groupe se qualifient pour le tournoi singapourien.
| Rang | Équipe              | Pts | J | G | N | P | Bp | Bc | Diff |  | Résultats (▼ dom., ► ext.) |  |     |     |     | Drapeau du Népal |
| ---- | ------------------- | --- | - | - | - | - | -- | -- | ---- |  | -------------------------- |  | --- | --- | --- | ---------------- |
| 1    | Arabie saoudite     | 8   | 4 | 4 | 0 | 0 | 19 | 0  | +19  |  | Arabie saoudite            |  | 1-0 | 5-0 | 6-0 | 7-0              |
| 2    | Émirats arabes unis | 6   | 4 | 3 | 0 | 1 | 24 | 2  | +22  |  | Émirats arabes unis        |  |     | 5-1 | 8-0 | 11-0             |
| 3    | Sri Lanka           | 3   | 4 | 1 | 1 | 2 | 6  | 11 | -5   |  | Sri Lanka                  |  |     |     | 1-1 | 4-0              |
| 4    | Oman                | 3   | 4 | 1 | 1 | 2 | 9  | 15 | -6   |  | Oman                       |  |     |     |     | 8-0              |
| 5    | Népal               | 0   | 4 | 0 | 0 | 4 | 0  | 30 | -30  |  | Népal                      |  |     |     |     |                  |

## Préparation
La sélection saoudienne dispute un seul match amical de préparation contre la Finlande, qu'elle affronte d'ailleurs pour la première fois de son histoire.
| 20 novembre 1984 | Arabie saoudite    | 2 - 1 | Finlande | Prince Mohamed bin Fahd Stadium, Dammam |                     |
|                  | Buteurs inconnus , |       | Hjelm    | Spectateurs : 6 000                     | Spectateurs : 6 000 |
|                  | (Rapport)          |       |          | Spectateurs : 6 000                     | Spectateurs : 6 000 |

## Coupe d'Asie des nations 1984

### Effectif
Voici la liste des 18 joueurs sélectionnés par Khalil Ibrahim al-Zayani pour la phase finale de la Coupe d'Asie des nations 1984 à Singapour :
| Effectif actuel |     |                      |                   |            |      |                |
| N°              | Pos | Nom                  | Date de naissance | Sélections | Buts | Club           |
| --------------- | --- | -------------------- | ----------------- | ---------- | ---- | -------------- |
| 1               | GB  | Abdullah al-Deayea   | 1er décembre 1963 |            |      | Al Ta'ee Ha'il |
| 21              | GB  | Mohammed al-Husain   | 10 avril 1960     |            |      |                |
|                 |     |                      |                   |            |      |                |
| 2               | DF  | Nasser al-Meaweed    |                   |            |      |                |
| 3               | DF  | Hassan al-Bishi      | 13 novembre 1966  |            |      |                |
| 4               | DF  | Sameer Abdulshaker   | 20 mai 1960       |            |      |                |
| 5               | DF  | Saleh Nu'eimeh       | 1er janvier 1959  |            |      | Al Hilal       |
| 13              | DF  | Mohamed Abd Al-Jawad | 28 novembre 1962  |            |      | Al Ahli        |
| 15              | DF  | Salman al-Dosari     | 10 novembre 1963  |            |      |                |
|                 |     |                      |                   |            |      |                |
| 6               | ML  | Yahya Amer           |                   |            |      |                |
| 10              | ML  | Fahad al-Mosaibeth   | 4 avril 1961      |            |      |                |
| 12              | ML  | Yousef Anbar         |                   |            |      |                |
| 14              | ML  | Fahad al-Mosalbeh    |                   |            |      |                |
| 17              | ML  | Bandar al-Nakhli     |                   |            |      |                |
|                 |     |                      |                   |            |      |                |
| 7               | AT  | Shaye al-Nafeesah    | 20 mars 1962      |            |      | Al Kawkab      |
| 8               | AT  | Yousef Aboloya       |                   |            |      |                |
| 9               | AT  | Majed Abdullah       | 1er novembre 1959 |            |      | Al Nasr Riyad  |
| 11              | AT  | Mohaisen al-Jam'an   | 6 avril 1966      |            |      | Al Nasr Riyad  |
| 16              | AT  | Musaed Ibrahim       |                   |            |      |                |

### Premier tour
Le tirage au sort du premier tour place l'Arabie saoudite dans le groupe 1 en compagnie du tenant du titre, le Koweït, du finaliste la Corée du Sud, du Qatar et de la Syrie. Ces quatre sélections étaient déjà présentes lors de la phase finale de 1980.
| Rang | Équipe          | Pts | J | G | N | P | Bp | Bc | Diff |
| ---- | --------------- | --- | - | - | - | - | -- | -- | ---- |
| 1    | Arabie saoudite | 6   | 4 | 2 | 2 | 0 | 4  | 2  | +2   |
| 2    | Koweït          | 5   | 4 | 2 | 1 | 1 | 4  | 2  | +2   |
| 3    | Qatar           | 4   | 4 | 1 | 2 | 1 | 3  | 3  | 0    |
| 4    | Syrie           | 3   | 4 | 1 | 1 | 2 | 3  | 5  | -2   |
| 5    | Corée du Sud    | 2   | 4 | 0 | 2 | 2 | 1  | 3  | -2   |

| 2 décembre 1984 | Arabie saoudite | 1 - 1 | Corée du Sud   | Stade national, Singapour                      |                                                |
|                 | Abdullah 90e    |       | Lee Tae-ho 51e | Spectateurs : 20 000 Arbitrage : George Joseph | Spectateurs : 20 000 Arbitrage : George Joseph |

| 4 décembre 1984 | Arabie saoudite   | 1 - 0 | Syrie | Stade national, Singapour                     |                                               |
|                 | Saleh Khalifa 66e |       |       | Spectateurs : 2 000 Arbitrage : Shizuo Takada | Spectateurs : 2 000 Arbitrage : Shizuo Takada |

| 8 décembre 1984 | Arabie saoudite | 1 - 1 | Qatar    | Stade national, Singapour                                |                                                          |
|                 | Al-Jawad 65e    |       | Zaid 47e | Spectateurs : 15 000 Arbitrage : Antonio Márquez Ramírez | Spectateurs : 15 000 Arbitrage : Antonio Márquez Ramírez |

| 11 décembre 1984 | Arabie saoudite | 1 - 0 | Koweït | Stade national, Singapour                      |                                                |
|                  | al-Jam'an 88e   |       |        | Spectateurs : 5 000 Arbitrage : Toshikazu Sano | Spectateurs : 5 000 Arbitrage : Toshikazu Sano |

### Demi-finales
| 13 décembre 1984 | Arabie saoudite         | 1 - 1 a.p. | Iran                | Stade national, Singapour                        |                                                  |
|                  | Shahin Bayani 88e (csc) |            | Shahrokh Bayani 43e | Spectateurs : 20 000 Arbitrage : George Courtney | Spectateurs : 20 000 Arbitrage : George Courtney |
|                  | Tirs au but 5-4         |            |                     | Spectateurs : 20 000 Arbitrage : George Courtney | Spectateurs : 20 000 Arbitrage : George Courtney |

### Finale
| 16 décembre 1984 | Arabie saoudite               | 2 - 0 | Chine | Stade national, Singapour                      |                                                |
|                  | Al-Nafisah 10e · Abdullah 46e |       |       | Spectateurs : 26 000 Arbitrage : Shizuo Takada | Spectateurs : 26 000 Arbitrage : Shizuo Takada |